# 勢至菩薩
勢至菩薩（せいしぼさつ）、梵名マハースターマプラープタ  (महास्थामप्राप्त [mahāsthāmaprāpta])は、仏教における菩薩の一尊。「大勢至菩薩」、「大精進菩薩」、「得大勢菩薩」の別名がある。現在日本では午年の守り本尊、十三仏の一周忌本尊として知られている。三昧耶形は未敷蓮華（ハスの蕾）。種子（種子字）はサク(सः saḥ)。

## 概要
阿弥陀三尊の右脇侍。
『観無量寿経』の中には「知恵を持って遍く一切を照らし、三途を離れしめて、無上の力を得せしむ故、大勢至と名づく」とあり、火途・血途・刀途の三途、迷いと戦いの世界の苦しみから知恵を持って救い、その亡者を仏道に引き入れ、正しい行いをさせる菩薩とされる。
薬師如来本願功徳経では、八大菩薩の一尊である。
四国八十八箇所霊場十三仏では第53番札所の須賀山圓明寺で朱印がもらえる。京都十三仏霊場では第9番札所の大内山仁和寺。

## 像容
日本では、勢至菩薩が単独で信仰の対象となることはきわめてまれで、多くは阿弥陀三尊の脇侍として造像された。観音菩薩が宝冠の前面に化仏を表すのと対照的に、勢至菩薩の場合は水瓶を付けることが多い。来迎形式の阿弥陀三尊では、観音菩薩が蓮台を捧げ持つのに対して、勢至菩薩は合掌する姿で表される。
中世では、長野の善光寺如来（善光寺式阿弥陀三尊）の摸刻像が盛んに造られるようになるが、この時は、観音と勢至の二菩薩は、胸前で両手を合せる姿で造形される。

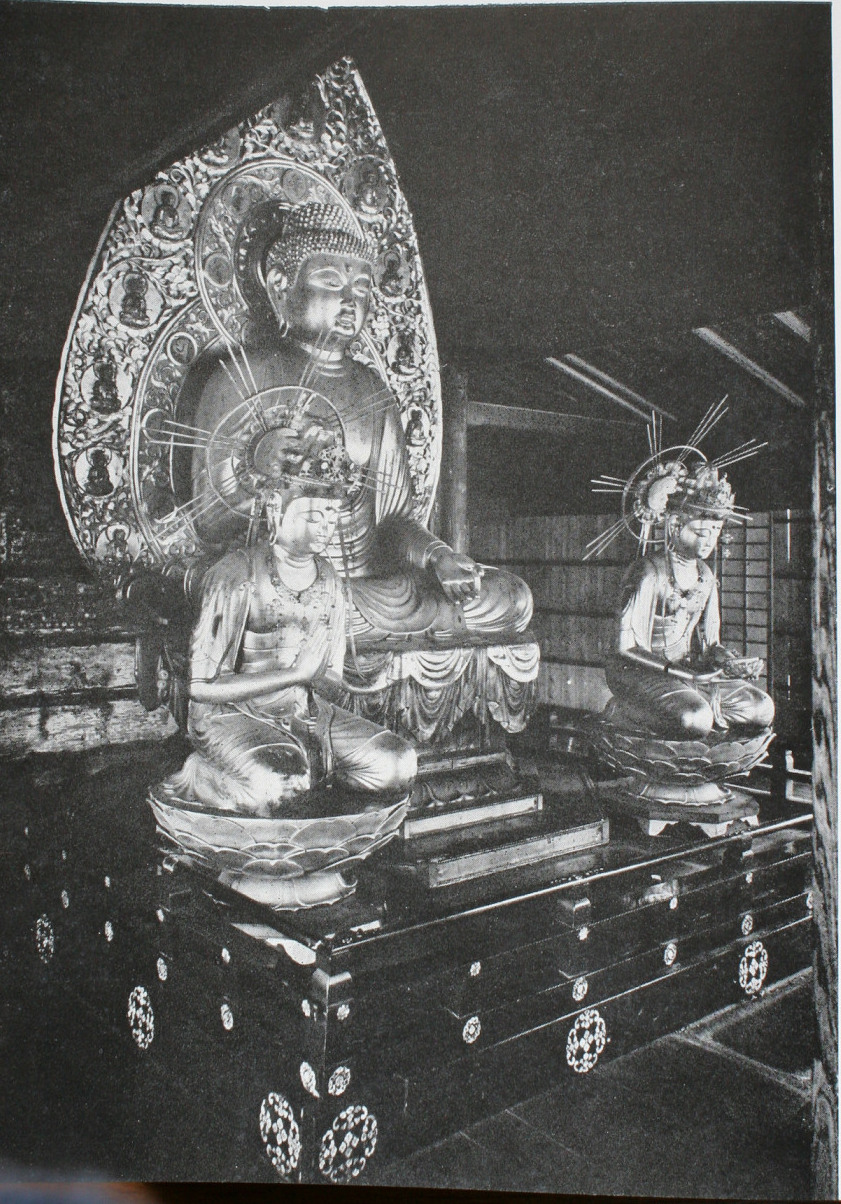
京都・三千院阿弥陀三尊像（手前で合掌するのが勢至菩薩）
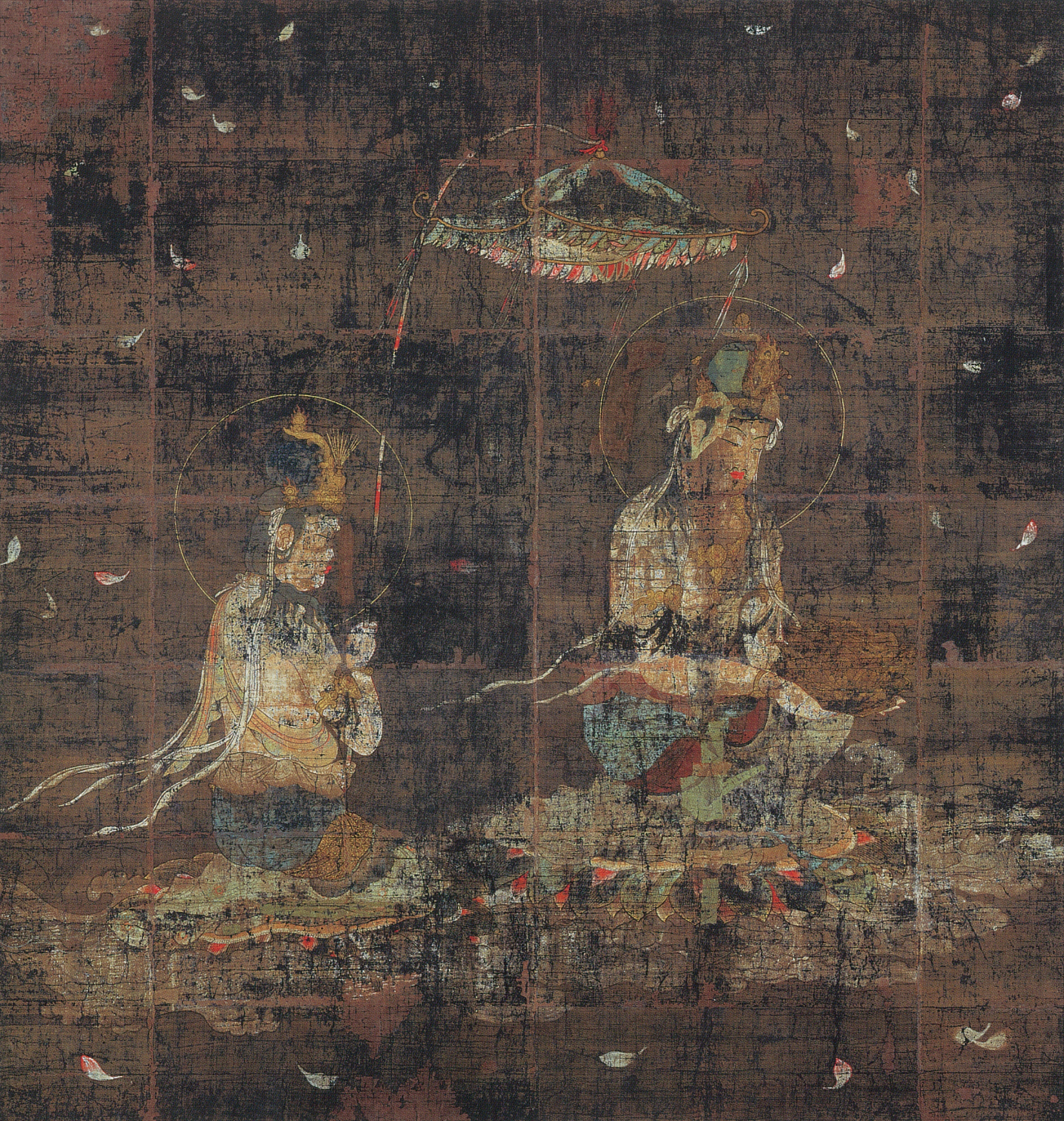
奈良・法華寺蔵「阿弥陀三尊及童子像」のうち、観音・勢至菩薩像（向かって左が勢至菩薩）
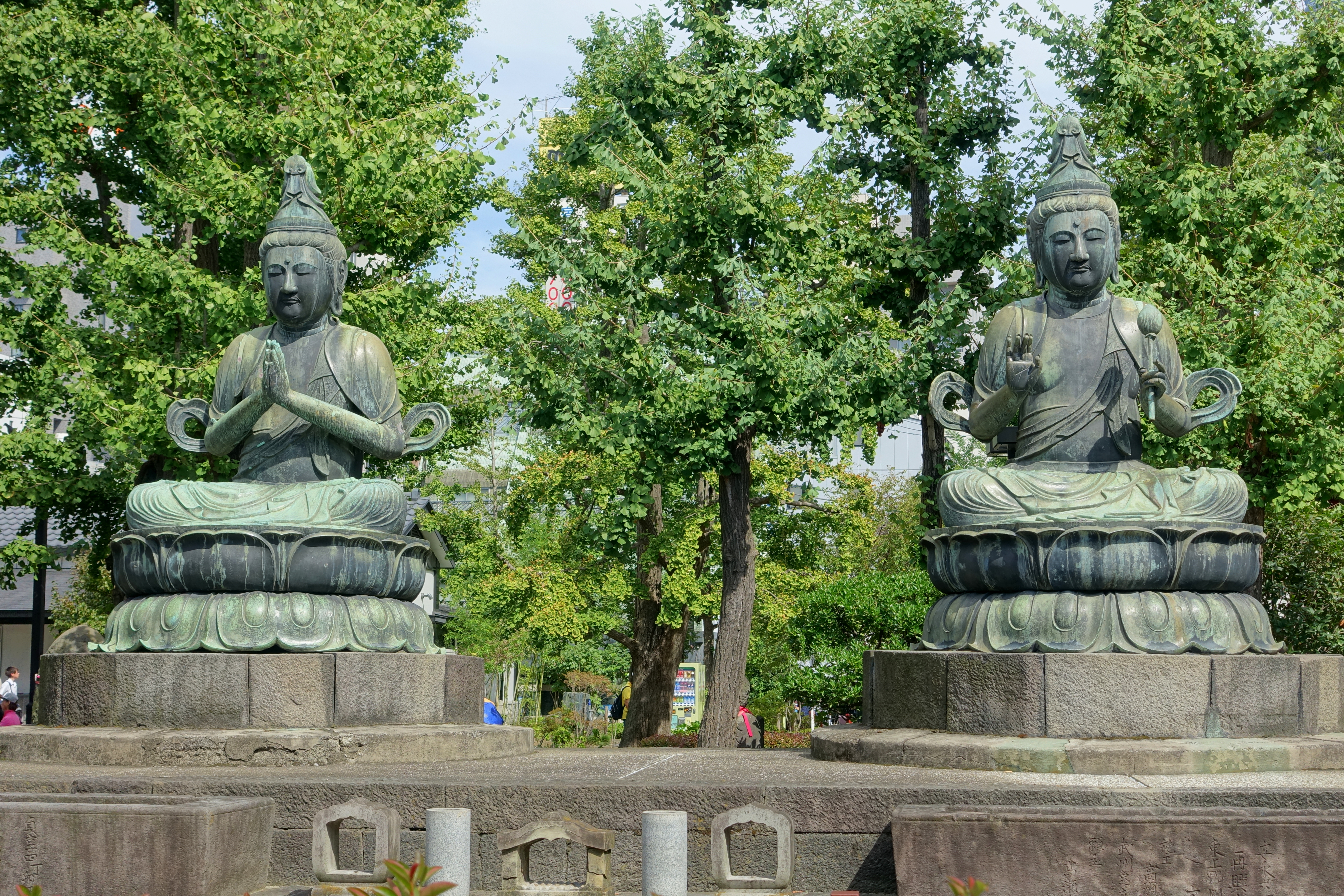
浅草寺の二尊仏（向かって左が勢至菩薩）

## 真言
- おんさんざんざんさくそわか
- おんさんぜんぜんさくそわか[3]

## 浄土宗における法然信仰
法然を勢至菩薩の化身とする説が中世からあった。法然は幼名を勢至丸といい、「智慧第一の法然坊」といわれ、生前から智慧の化身として考えられていた。法然没後、弟子の親鸞は「大勢至菩薩和讃」を詠み、末尾に「大勢至菩薩は源空上人（法然）の御本地である」と述べている。また親鸞の妻恵信尼が霊夢を見、「光ばかりの御仏」を見たところ、「あれは勢至菩薩で法然のことだ」という声が聞こえたという話が「恵信尼消息」に出ている。京都知恩院には勢至堂が建てられ、本尊として勢至菩薩像が安置されている。これは法然の本地であるという。この像は来迎阿弥陀三尊の脇侍としての勢至菩薩と同様、合掌形に表されている。

## 中国における勢至菩薩
勢至菩薩は中国においても非常に重視され、日本同様に阿弥陀三尊の脇侍として信仰されている。中国の江蘇省南通には勢至菩薩の道場である狼山があることで有名である。また中華民国時代の高僧で浄土宗の第十三代祖師印光大師は勢至菩薩の生まれ変わりであると人々に信じられている。